# Skinny Johnson
William Claude „Skinny” Johnson (ur. 16 sierpnia 1911 w Oklahoma City, zm. 5 lutego 1980 tamże) – amerykański koszykarz występujący na pozycji środkowego oraz trener, członek Koszykarskiej Galerii Sław im. Jamesa Naismitha.
W latach 1943–1946 odbywał obowiązkową służbę wojskową.

## Osiągnięcia
Na podstawie, o ile nie zaznaczono inaczej.
NCAA
- Mistrz sezonu regularnego konferencji Big 6 (1931–1933)
- Zaliczony do:
  - I składu:
    - All-America (1933)
    - konferencji Big 6 (1932, 1933)

  - II składu konferencji Big 6 (1931)

AAU
- 3. miejsce podczas ogólnokrajowych mistrzostw AAU (1934)
- Mistrz konferencji Missouri Valley AAU (1934–1936)
- Zaliczony do II składu AAU All-America (1934)
- Lider strzelców konferencji Missouri Valley (1934)
- All-Star Center (1934)

Indywidualne
- Laureat nagrody Jim Thorpe Award (1975)
- Zaliczony do:
  - Akademickiej Galerii Sław koszykówki (2006)[5]
  - Koszykarskiej Galerii Sław im. Jamesa Naismitha (1977)[6]

Trenerskie
- Mistrz:
  - Naismith Industrial League (1937)
  - turnieju Kansas City Independent Tournament (1937)